# 穆罕默德·賓·圖格魯克

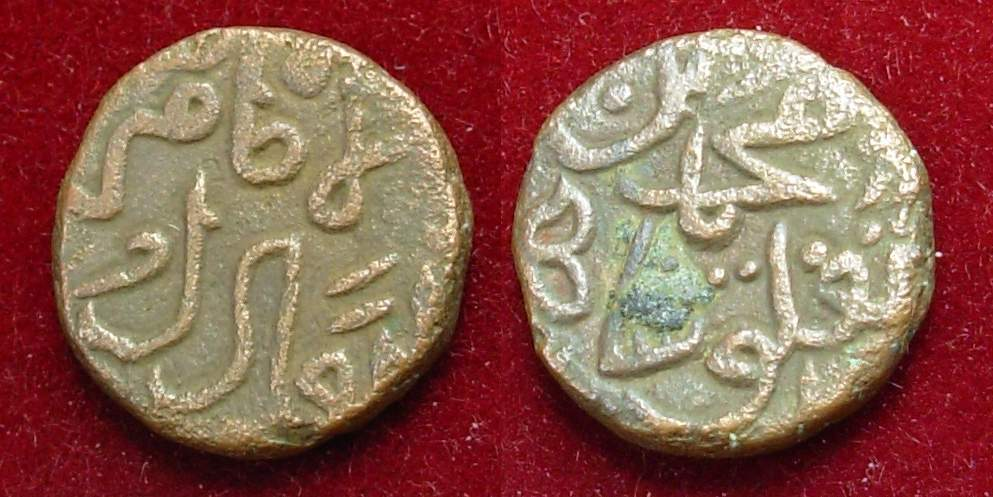
穆罕默德·賓·圖格魯克的硬幣

穆罕默德·賓·圖格盧克（阿拉伯語：محمد بن تغلق；英語：Muhammad bin Tughluq，約1300年－1351年3月20日）在1325年至1351年間是德里蘇丹國的突厥裔蘇丹，他是圖格魯克王朝創建者吉亞斯·烏德·丁·圖格魯克（Ghiyath al-Din Tughluq）的長子。吉亞斯·烏德·丁·圖格魯克曾經派遣穆罕默德·賓·圖格魯克到德干高原參與對卡卡提亞王朝帝王普拉塔帕魯德拉（Prataparudra）的戰爭，其時卡卡提亞王朝的都城是瓦朗加爾。他的父親在1325年逝世後，穆罕默德便繼承了皇位。
穆罕默德·賓·圖格魯克是一位熟識邏輯、哲學、數學、天文和自然科學的學者，且具備醫學方面的知識和精通辯證法，同時也是一位書法家。摩洛哥旅行家伊本·巴圖塔在他的統治時期拜訪過他。

## 圖格魯克的統治
穆罕默德·賓·圖格魯克決意要將蘇丹國擴展至新近征服的印度南部，為了鞏固印度南部的控制權，他將首都由德里遷至德干高原以南700英里的德瓦吉里（Devagiri），改稱道拉塔巴德（Daulatabad）。他不僅將政府機構遷至新都，還強制將德里全體人民遷至新都。這個計劃剛好在夏季執行，道拉塔巴德不完善的供水導致許多人死亡。兩年後，首都又遷回到德里，大批民眾在兩次遷都的過程當中死亡，據稱遷都到德里後的數年時間內，德里如同鬼城。著名旅行作者伊本·巴圖塔寫道：「我在踏進德里時，彷彿進入了沙漠。」
印度史上第一種代幣是由穆罕默德·賓·圖格魯克推行的，這種代幣仿照了中國的錢幣，使用黃銅和銅幣，以國庫當中的金銀為儲備。不過，只有很少的人民用他們的金銀幣來換取新幣，而且銅幣容易被仿造，造成重大損失。推行新幣失敗後，據說堆積如山的銅幣仍堆放在皇室機關附近長達數年。

## 古吉拉特的戰爭

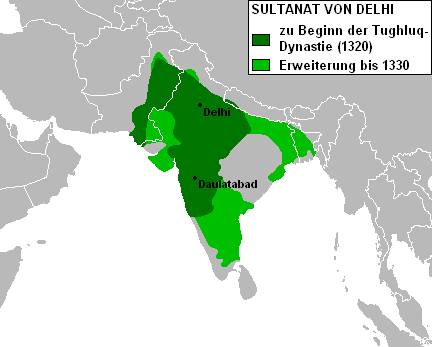
穆罕默德蘇丹在1320年代征服了淺綠地區，並將首都從德里遷到德干高原的道拉塔巴德（Daulatabad），但因為他的残暴與重稅掠奪，很快在1335年後激起巨大反叛，到1347年就失去這些佔領不到20年的淺綠東、南部

穆罕默德·賓·圖格魯克野心勃勃，計劃入侵周邊國家。他開始累積財富籌劃戰爭，他透過肯帕德（Khambhat）的港口將財帛由德瓦吉里運送到德里。當時，海盜莫哈達吉·戈希爾（Mokhadaji Gohil）統治鄰近的高哈和皮里阿姆貝（今巴夫那加爾）。他在1347年得悉德里蘇丹國會通過肯帕德轉移財帛，他的艦隊襲取了港口並劫掠了船貨，穆罕默德·賓·圖格魯克派遣軍隊以挫敗莫哈達吉·戈希爾，德里蘇丹國軍隊在策略上希望鎮守皮里阿姆貝，但他們的海戰經驗不及海盜，他們被輕易擊敗。穆罕默德·賓·圖格魯克親自在高哈建立據點，決意要殺死莫哈達吉·戈希爾。在他親征的首數個月裡都未能佔領皮里阿姆貝，他於是計謀誘使莫哈達吉·戈希爾登陸，然後在陸上戰消滅他。他向肯帕德的一位商人承諾給予商貿利益，讓他去說服莫哈達吉·戈希爾上岸。商人來到皮里阿姆貝激昂地向莫哈達吉·戈希爾表示當地人受蘇丹的軍隊壓迫，希望莫哈達吉·戈希爾能夠來幫助他們。莫哈達吉·戈希爾不虞有詐，結果被擒，並在高哈附近被斬首。

## 鑄幣
穆罕默德·賓·圖格魯克以喜好鑄幣見稱，他利用鑄幣來紀念自己和他的事跡，他所生產的金幣超越了前度君王，他發行了許多面值微不足道的錢幣。
他從印度南部搜掠了許多黃金，增加了錢幣的分量，金第納爾由172格令增加到202格令。他推行了一種銀幣，但在七年後由於不受歡迎和缺乏認受性而被廢除。
他的錢幣反映出他堅定的宗教熱忱，錢幣上有「真主的戰士」、「四大哈里發的忠實支持者」等題字。他的大部分錢幣都鑄有清真言。在德里和道拉塔巴德所鑄的錢幣用以紀念其父親，在拉克瑙提、蘇丹普爾、蒂魯特等地均有鑄幣廠。至目前已知的錢幣品種超過30種。
當中最獨特的一種錢幣是「強制流通貨幣」，這種貨幣有兩個版本，分別在德里和道拉塔巴德發行。貨幣跟從兩個標準，可能是分別要合乎先前存在在北部和南部的標準。他在貨幣上刻有「遵從蘇丹者，善者」以誘使民眾支持新幣，刻字甚至呈現那格利字體，但由於採用合金鑄幣，錢幣會變壞，而且銅幣容易被仿制，穆罕默德·賓·圖格魯克最終放棄鑄幣，以牛隻和黃金贖回貨幣。

## 帝國崩塌
1351年，穆罕默德·賓·圖格魯克在前往塔塔（Thatta）途中逝世，此時帝國已在1340年代飽經飢荒和叛亂折磨，他親眼看著帝國衰落，原來在1320年代征服的地區大多失去控制。在他的晚年統治期間，德干高原紛紛建立了一些新的王朝，如原來的部下──將軍阿拉丁·哈桑·巴赫曼沙阿（Ala-ud-Din Bahman）在1347年建立的巴赫曼尼蘇丹國。

## 宗教包容
穆罕默德·賓·圖格魯克相對寬容，容許印度教和耆那教徒居住在德里，這政策被他的甥姪菲魯茲沙·圖格魯克（Firuz Shah Tughluq）顛倒。

## 流行文化
- 「穆罕默德·賓·圖格魯克」是泰米爾人的社會政治諷刺戲劇，由祖·拉馬斯瓦米（Cho Ramaswamy）在1968年編劇及上演[9]。
- 圖格魯克是祖·拉馬斯瓦米在1970年創辦的泰米爾新聞週刊[10]。
- 穆罕默德·賓·圖格魯克是吉里什·卡納德（Girish Karnad）在1972年所著的書目「圖格魯克」的主要角色[11]。